# کاوشگر اتمی

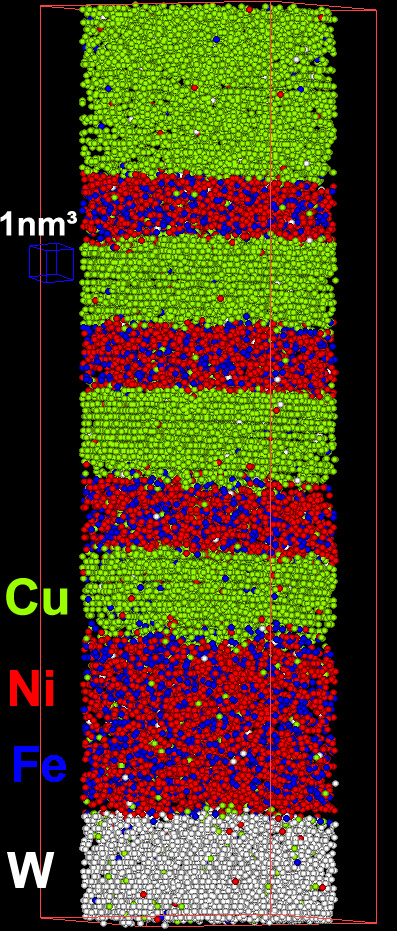
تصویر داده‌های به دست آمده از یک کاوشگر اتم، هر نقطه نشان دهنده موقعیت اتم بازسازی شده از یون های تبخیر شده و شناسایی شده است.

کاوشگر اتم در چهاردهمین سمپوزیوم انتشار میدانی در سال 1967 توسط اروین ویلهلم مولر و جی. ای. پانیتز معرفی شد. این دستگاه، میکروسکوپ یونی میدانی را با یک طیف‌سنج جرمی با قابلیت تشخیص ذره‌ای ترکیب کرد و برای اولین بار، یک ابزار می‌تواند ماهیت یک اتم منفرد را که روی یک سطح فلز دیده می‌شود و از اتم‌های همسایه به صلاحدید تاظر انتخاب می‌شود، تعیین کند.
کاوشگرهای اتمی مانند میکروسکوپ‌های الکترونی یا نوری معمولی نیستند، زیرا اثر بزرگ‌نمایی به‌جای دستکاری مسیرهای تشعشع، توسط یک میدان الکتریکی بسیار منحنی ایجاد می‌شود. این روش در طبیعت مخرب است چراکه یون‌ها را از سطح نمونه به منظور تصویربرداری و شناسایی آنها حذف می‌کند و بزرگنمایی‌هایی ایجاد می‌کند که برای مشاهده اتم‌های منفرد در حین برداشتن از سطح نمونه کافی است. از طریق جفت شدن این روش بزرگ‌نمایی با طیف‌سنجی جرمی زمان پرواز، یون‌های تبخیر شده با استفاده از پالس‌های الکتریکی می‌تواند نسبت جرم به بار آن‌ها را محاسبه کنند.
از طریق تبخیر متوالی مواد، لایه‌هایی از اتم‌ها از یک نمونه برداشته می‌شوند که امکان کاوش نه تنها سطح، بلکه خود ماده را نیز فراهم می‌کند. روش‌های رایانه‌ای برای بازسازی نمای سه‌بعدی نمونه، قبل از تبخیر آن، ارائه اطلاعات مقیاس اتمی در مورد ساختار نمونه، و همچنین ارائه اطلاعات نوع گونه‌های اتمی استفاده می‌شوند. این ابزار امکان بازسازی سه بعدی تا میلیاردها اتم را از یک نوک تیز (مرتبط با حجم نمونه 10000-10000000 نانومتر مکعب) می‌دهد.

### بررسی اجمالی
نمونه‌های کاوشگر اتم ،برخلاف استفاده مستقیم از عدسی، مانند لنزهای مغناطیسی، به گونه‌ای شکل می‌گیرند که به طور ضمنی یک پتانسیل الکتریکی بسیار منحنی برای القای بزرگنمایی حاصل ارائه می‌دهند. علاوه بر این، در عملکرد عادی (برخلاف حالت‌های یونیزاسیون میدانی)، کاوشگر اتم از یک منبع ثانویه برای بررسی نمونه استفاده نمی‌کند. در عوض، نمونه به روشی کنترل‌شده تبخیر می‌شود (تبخیر میدانی) و یون‌های تبخیر شده روی آشکارساز قرار می‌گیرند که معمولاً در فاصله 10 تا 100 سانتی‌متری قرار دارد.
مونه‌ها باید هندسه سوزنی داشته باشند و با تکنیک‌های مشابهی مانند روش‌های الکتروپولیش آماده‌سازی نمونه TEM یا روش‌های باریکه یونی متمرکز تولید می‌شوند. از سال 2006، سیستم‌های تجاری با پالس لیزری در دسترس قرار گرفته‌اند و این امر کاربردها را از نمونه‌های فلزی به نیمه‌رسانا، عایق مانند سرامیک‌ها و حتی مواد زمین‌شناسی گسترش داده است. آماده‌سازی، اغلب با دست، برای تولید شعاع نوک کافی برای القای میدان الکتریکی بالا، با شعاع‌هایی در حدود 100 نانومتر، انجام می‌شود.
برای انجام یک آزمایش کاوشگر اتم، یک نمونه سوزنی شکل بسیار تیز در یک محفظه خلاء فوق-بالا قرار می گیرد. پس از وارد شدن به سیستم خلاء، نمونه به دمای برودتی (معمولاً 100-20 کلوین) کاهش می‌یابد و به گونه‌ای دستکاری می‌شود که نقطه سوزن به سمت یک آشکارساز یونی قرار می‌گیرد. یک ولتاژ بالا به نمونه اعمال می‌شود، یا یک پالس لیزر به نمونه اعمال می‌شود یا یک پالس ولتاژ (معمولاً 1-2 کیلوولت) با نرخ‌های تکرار پالس در محدوده صدها کیلوهرتز به یک الکترود شمارنده اعمال می‌شود. اعمال پالس به نمونه اجازه می دهد تا اتم های منفرد در سطح نمونه به عنوان یون در زمان مشخصی از سطح نمونه خارج شوند. به طور معمول دامنه پالس و ولتاژ بالا روی نمونه برای تشویق فقط یک اتم به یونیزه شدن در یک زمان توسط کامپیوتر کنترل می شود، اما یونیزاسیون های متعدد امکان پذیر است. تأخیر بین اعمال پالس و تشخیص یون(ها) در آشکارساز، امکان محاسبه نسبت جرم به بار را فراهم می کند.
در حالی که عدم قطعیت در جرم اتمی محاسبه‌شده با روش‌های زمان پرواز در کاوشگر اتمی به اندازه‌ای کوچک است که امکان تشخیص ایزوتوپ‌های منفرد در یک ماده را فراهم می‌کند، این عدم قطعیت هنوز ممکن است، در برخی موارد، شناسایی قطعی گونه‌های اتمی را مخدوش کند. اثراتی مانند برهم نهی یون‌های مختلف با حذف چندین الکترون، یا از طریق حضور گونه‌های پیچیده در طول تبخیر ممکن است باعث شود دو یا چند گونه به اندازه کافی زمان پرواز نزدیک داشته باشند تا شناسایی قطعی غیرممکن شود.

### تاریخ

#### میکروسکوپ یونی میدانی
میکروسکوپ یونی میدانی اصلاحی در میکروسکوپ گسیل میدانی است که در آن جریانی از الکترون های تونل‌زنی از راس یک کاتد نوک سوزنی تیز هنگامی که در معرض میدان الکتریکی به اندازه کافی بالا (~3-6 V/nm) قرار می گیرد، ساطع می شود. سوزن به سمت صفحه فسفری جهت گیری شده است تا تصویری از عملکرد تابع کار در راس نوک ایجاد کند. وضوح تصویر به دلیل اثرات مکانیکی کوانتومی و تغییرات جانبی در سرعت الکترون به (2-2.5 nm) محدود شده است.
در میکروسکوپ یون میدانی، نوک آن توسط یک کرایوژن خنک می‌شود و قطبیت آن معکوس می‌شود. هنگامی که یک گاز تصویربرداری (معمولاً هیدروژن یا هلیوم) در فشارهای پایین (کمتر از 0.1 پاسکال) وارد می‌شود، یون‌های گاز در میدان الکتریکی بالا در راس نوک، میدانی یونیزه می‌شوند و تصویری از اتم‌های بیرون زده در نوک راس ایجاد می‌کنند. وضوح تصویر در درجه اول توسط دمای نوک تعیین می شود، اما حتی در 78 کلوین وضوح اتمی به دست می آید. 

#### 10cmکاوشگر اتم
کاوشگر اتمی 10 سانتی متری که در سال 1973 توسط J.A. Panitz اختراع شد، «کاوشگر اتمی جدید و ساده ای بود که امکان شناسایی سریع و عمیق گونه ها یا آنالیز معمول اتم به اتم را که توسط پیشینیانش ارائه می شد... در ابزاری که دارای حجم کمتر از دو لیتر که حرکت نوک در آن غیرضروری است و مشکلات پایداری پالس تبخیر و هم ترازی رایج در طرح‌های قبلی برطرف شده است. این کار با ترکیب یک طیف‌سنج جرمی زمان پرواز (TOF) با یک آشکارساز صفحه دو کاناله متمرکز بر مجاورت، یک منطقه رانش 11.8 سانتی‌متری و یک میدان دید 38 درجه انجام شد. یک تصویر FIM یا یک تصویر دفعی از اتم های برداشته شده از راس نوک ساطع کننده میدان می تواند به دست آید. کاوشگر اتمی 10 سانتی متری را مولد کاوشگرهای اتمی بعدی از جمله ابزارهای تجاری می نامند.

#### کاوشگر اتم تصویربرداری
کاوشگر اتم تصویربرداری (IAP) در سال 1974 توسط J. A. Panitz معرفی شد. ویژگی‌های کاوشگر اتمی 10 سانتی‌متری را در خود جای داده است، اما «... کاملاً از فلسفه [قبلی] کاوشگر اتم فاصله می‌گیرد. به جای تلاش برای تعیین هویت یک گونه سطحی که یک نقطه تصویر یونی از پیش انتخاب شده را تولید می کند، مایلیم توزیع کریستالوگرافیک یک گونه سطحی با نسبت جرم به بار از پیش انتخاب شده را تعیین کنیم. حال فرض کنید به جای کارکردن مداوم [آشکارگر]، برای مدت کوتاهی همزمان با ورود یکگونه از پیش انتخاب شده مورد علاقه با اعمال یک پالس گیت پس از رسیدن پالس تبخیر به نمونه، یک زمان T روشن شود. اگر مدت زمان پالس دروازه کوتاه‌تر از زمان سفر بین گونه‌های مجاور باشد، فقط آن گونه سطحی که زمان سفر منحصربه‌فرد T را دارد شناسایی می‌شود و توزیع کریستالوگرافی کامل آن نمایش داده می‌شود. در سال 1975 به عنوان طیف سنج دفع میدانی به ثبت رسید. نام Imaging Atom-Probe توسط A. J. Waugh در سال 1978 ابداع شد و این ابزار توسط J. A. Panitz در همان سال به تفصیل شرح داده شد.

#### توموگرافی کاوشگر اتمی (APT)
توموگرافی کاوشگر اتم مدرن امروزی از یک آشکارساز حساس به موقعیت یا FIM در یک جعبه برای استنباط موقعیت جانبی اتم ها استفاده می کند. ایده APT، با الهام از پتنت طیف‌سنج دفع میدانی J. A. Panitz، توسط مایک میلر در سال 1983 توسعه یافت و با اولین نمونه اولیه در سال 1986 به اوج رسید. اصلاحات مختلفی در این ابزار انجام شد، از جمله استفاده از به اصطلاح موقعیت-آشکارساز حساس (PoS) توسط آلفرد سرزو، ترنس گادفری و جورج دی دبلیو اسمیت در دانشگاه آکسفورد در سال 1988. کاوشگر اتم توموگرافی (TAP) که توسط محققان دانشگاه روئن فرانسه در سال 1993 ساخته شد، یک سیستم زمانبندی چند کاناله و چند آند را معرفی کرد. آرایه. هر دو ابزار (PoSAP و TAP) به ترتیب توسط آکسفورد اینسترومنتس و کامیکا تجاری شدند. از آن زمان، اصلاحات زیادی برای افزایش میدان‌دید، تفکیک جرم و موقعیت، و نرخ اکتساب داده ابزار انجام شده است. کاوشگر اتم الکترود محلی برای اولین بار در سال 2003 توسط Imago Scientific Instruments معرفی شد. در سال 2005، تجاری‌سازی کاوشگر اتم لیزر پالسی (PLAP) راه‌های تحقیقاتی را از مواد بسیار رسانا (فلزات) به هادی‌های ضعیف (نیمه هادی هایی مانند سیلیکون) و حتی مواد عایق گسترش داد. امیتک، کامیکا را در سال 2007 و Imago Scientific Instruments (Madison, WI) را در سال 2010 خریداری کرد و این شرکت را به تنها توسعه دهنده تجاری APT ها با بیش از 110 ابزار نصب شده در سراسر جهان در سال 2019 تبدیل کرد.
چند دهه اول کار با APT بر روی فلزات متمرکز بود. با این حال، با معرفی سیستم های کاوشگر اتم پالسی لیزری، برنامه‌های کاربردی به نیمه هادی ها، سرامیک ها و مواد زمین شناسی، با برخی کارها بر روی مواد زیستی گسترش یافته است. پیشرفته‌ترین مطالعه مواد بیولوژیکی تا به امروز با استفاده از APT شامل تجزیه و تحلیل ساختار شیمیایی دندان های زیست‌شناسی Chaetopleura apiculata بود. در این مطالعه، استفاده از APT، نقشه‌های شیمیایی الیاف آلی را در مگنتیت نانو کریستالی اطراف در دندان‌های کیتون نشان داد، الیافی که اغلب با سدیم یا منیزیم قرار داشتند. این برای مطالعه عاج فیل، عاج دندان انسان بیشتر شده است.

### تبخیر میدانی
تبخیر میدانی اثری است که می‌تواند زمانی رخ دهد که یک اتم پیوند شده در سطح یک ماده در حضور یک میدان الکتریکی به اندازه کافی بالا و هدایت شده مناسب باشد، (میدان الکتریکی دیفرانسیل پتانسیل الکتریکی (ولتاژ) نسبت به فاصله است). هنگامی که این شرط برآورده شد، کافی است که پیوند موضعی در سطح نمونه بتواند توسط میدان غلبه کند و اجازه تبخیر یک اتم را از سطحی که به آن متصل است، می دهد.

#### پرواز یونی
چه از خود ماده تبخیر شود، چه از گاز یونیزه شود، یون‌هایی که تبخیر می شوند توسط نیروی الکترواستاتیک شتاب می‌گیرند و بیشتر انرژی خود را در چند شعاع نوک نمونه به دست می آورند. 
متعاقباً، نیروی شتاب بر هر یون معین توسط معادله الکترواستاتیک کنترل می شود، که در آن n حالت یونیزاسیون یون و e بار الکتریکی اساسی است.
{\displaystyle F=ne\nabla \phi }
این را می توان با جرم یون، m ، از طریق قانون نیوتن (F=ma) برابر کرد:
{\displaystyle ma=q\nabla \phi }
{\displaystyle a={\frac {q}{m}}\nabla \phi }
معمولاً تأثیرات نسبیتی در پرواز یون نادیده گرفته می‌شود، زیرا سرعت‌های قابل تحقق یون تنها کسری بسیار کوچک از سرعت نور است.
با فرض اینکه یون در یک بازه زمانی بسیار کوتاه شتاب می گیرد، می توان فرض کرد که یون با سرعت ثابت حرکت می کند. از آنجایی که یون از نوک ولتاژ V 1 به مقداری پتانسیل زمین نامی حرکت می کند، سرعت حرکت یون را می توان با انرژی انتقال یافته به یون در طول (یا نزدیک) یونیزاسیون تخمین زد. بنابراین، سرعت یون را می توان با معادله زیر محاسبه کرد، که انرژی جنبشی را به انرژی ناشی از میدان الکتریکی مرتبط می کند، منفی ناشی از از دست دادن الکترون ها و تشکیل بار مثبت خالص. 
{\displaystyle E={\frac {1}{2}}mU_{\mathrm {ion} }^{2}=-neV_{1}}
جایی که U سرعت یون است. با حل U رابطه زیر پیدا می شود:
{\displaystyle U={\sqrt {\frac {2neV_{1}}{m}}}}
اگر بگوییم که در یک ولتاژ یونیزاسیون معین، یک یون هیدروژن با بار منفرد، سرعتی برابر با 1.4x10^6 ms-1 در 10~kV بدست می آورد. یک یون دوتریوم تک بار تحت شرایط نمونه تقریباً 1.4x10^6/1.41 ms-1 به دست می آورد. اگر آشکارساز در فاصله 1 متری قرار داده شود، زمان پرواز یونی 1/1.4x10^6 و 1.41/1.4x10^6 ثانیه خواهد بود. بنابراین، اگر زمان تبخیر مشخص باشد، می توان از زمان رسیدن یون برای استنباط خود نوع یون استفاده کرد.
از معادله بالا می توان آن را دوباره مرتب کرد تا نشان دهد:
{\displaystyle {\frac {m}{n}}=-{\frac {2eV_{1}}{U^{2}}}}
با توجه به مسافت پرواز شناخته شده F، برای یون، و زمان پرواز شناخته شده، t
{\displaystyle U={\frac {f}{t}}}
و بنابراین می توان این مقادیر را برای بدست آوردن جرم به بار برای یون جایگزین کرد.
{\displaystyle {\frac {m}{n}}=-2eV_{1}\left({\frac {t}{f}}\right)^{2}}
بنابراین برای یونی که از 1متر مسیر پرواز عبور می کند،در طول  2000 نانو ثانیه، با توجه به ولتاژ شتاب دهنده اولیه 5000 V (V در واحد Si kg.m^2.s^-3 است. A^-1) و توجه داشته باشید که یک آمو 1× 10-27 است کیلوگرم، نسبت جرم به شارژ (به طور صحیح تر نسبت جرم به مقدار یونیزاسیون) ~3.86 آمو/شارژ می شود. تعداد الکترون های حذف شده و بنابراین بار مثبت خالص روی یون به طور مستقیم مشخص نیست، اما می توان از هیستوگرام (طیف) یون های مشاهده شده استنباط کرد.

#### بزرگنمایی
بزرگنمایی در یک اتم به دلیل بیرون زدگی یون ها به صورت شعاعی از نوک کوچک و تیز آن است. متعاقباً، در میدان_دور، یون‌ها تا حد زیادی بزرگ‌نمایی می‌شوند. این بزرگ‌نمایی برای مشاهده تغییرات میدان به دلیل اتم‌های منفرد کافی است، بنابراین امکان تصویربرداری از اتم‌های منفرد را در حالت‌های تبخیر میدانی و یون میدانی فراهم می‌کند.
مدل نمایشی استاندارد برای کاوشگر اتم یک هندسه تابشگر است که بر اساس چرخش یک مقطع مخروطی مانند یک کره، هذلولی‌گون یا سهمی‌گون است. برای این مدل‌های نوک، راه‌حل‌های میدان ممکن است تقریبی یا تحلیلی به‌دست آیند. بزرگنمایی برای یک قطره چکان کروی با شعاع نوک آن نسبت معکوس دارد، با توجه به طرح ریزی مستقیم بر روی صفحه کروی، معادله زیر را می توان به صورت هندسی به دست آورد.
{\displaystyle M={\frac {r_{screen}}{r_{tip}}}.}
rscreen شعاع صفحه تشخیص از مرکز نوک است و rtip شعاع نوک است. مقدار عملی فاصله یک نوک تا صفحه نمایش ممکن است از چند سانتی متر تا چند متر متغیر باشد، با توجه به افزایش سطح آشکارساز در مقدار بزرگتری برای میدان دید یکسان.
در عمل، بزرگنمایی قابل استفاده توسط چندین اثر محدود می شود، مانند ارتعاش جانبی اتم ها قبل از تبخیر.
در حالی که بزرگ‌نمایی میکروسکوپ‌های یون میدان و کاوشگر اتمی بسیار زیاد است، بزرگ‌نمایی دقیق به شرایط خاص نمونه مورد بررسی بستگی دارد، بنابراین برخلاف میکروسکوپ‌های الکترونی معمولی، اغلب کنترل مستقیم کمی روی بزرگ‌نمایی وجود دارد، و علاوه بر این، تصاویر به‌دست‌آمده ممکن است به دلیل نوسانات شکل میدان الکتریکی در سطح، بزرگنمایی های بسیار متغیری داشته باشد.

#### بازسازی
تبدیل محاسباتی داده های توالی یون، همانطور که از یک آشکارساز حساس به موقعیت به تجسم سه بعدی انواع اتمی به دست می آید، "بازسازی" نامیده می شود. الگوریتم‌های بازسازی معمولاً مبتنی بر هندسی هستند و چندین فرمول ادبی دارند. اکثر مدل‌ها برای بازسازی فرض می‌کنند که نوک یک شی کروی است و از اصلاحات تجربی برای طرح ریزی استریوگرافی برای تبدیل موقعیت آشکارساز به سطح دوبعدی تعبیه شده در فضای سه بعدی R3 استفاده می‌کنند. با جاروب کردن این سطح از طریق R3 به عنوان تابعی از داده‌های ورودی توالی یون، مثلاً از طریق ترتیب یون، حجمی تولید می‌شود که موقعیت‌های آشکارساز دوبعدی را می‌توان بر روی آن موقعیت‌ها محاسبه کرد و فضای سه‌بعدی قرار داد.
معمولاً جارو به شکل ساده پیشروی سطح است، به گونه‌ای که سطح به صورت متقارن حول محور پیشروی خود منبسط می‌شود و نرخ پیشروی با حجم نسبت داده شده به هر یون شناسایی و شناسایی شده تنظیم می‌شود. این امر باعث می شود که حجم بازسازی شده نهایی شکلی گرد-مخروطی به خود بگیرد، شبیه به یک شاتل بدمینتون. بنابراین رویدادهای شناسایی‌شده به داده‌های ابر نقطه‌ای با مقادیر اندازه‌گیری تجربی نسبت داده شده، مانند زمان یونی پرواز یا کمیت‌های مشتق‌شده تجربی، به عنوان مثال، تبدیل می‌شوند. زمان پرواز یا داده های آشکارساز.
این شکل از دستکاری داده ها امکان تجسم و تجزیه و تحلیل سریع رایانه را فراهم می کند، با داده هایی که به عنوان داده های ابر نقطه ای با اطلاعات اضافی ارائه می شود، مانند جرم هر یون برای شارژ (همانطور که از معادله سرعت بالا محاسبه می شود)، ولتاژ یا سایر کمیت های اندازه گیری کمکی یا محاسبات از آن. .

#### ویژگی‌های داده
ویژگی متعارف داده‌های کاوشگر اتم، وضوح فضایی بالای آن در جهتی از ماده است که به دنباله‌ای تبخیر منظم نسبت داده می‌شود. بنابراین، این داده‌ها می‌توانند نزدیک به رابط‌های مدفون با وضوح اتمی با اطلاعات شیمیایی مرتبط تصویر کنند.
با این حال، داده‌های به‌دست‌آمده از فرآیند تبخیر، بدون آثاری نیستند که فرآیند تبخیر فیزیکی یا یونیزاسیون را تشکیل می‌دهند. یکی از ویژگی‌های کلیدی تصاویر تبخیر یا یون میدان این است که چگالی داده‌ها به دلیل موج‌دار بودن سطح نمونه در مقیاس اتمی بسیار ناهمگن است. این موج‌خوردگی باعث ایجاد گرادیان‌های میدان الکتریکی قوی در ناحیه نزدیک به نوک می‌شود (به ترتیب شعاع اتمی یا کمتر از نوک)، که در طول یونیزاسیون، یون‌ها را از میدان الکتریکی طبیعی منحرف می‌کند.
انحراف حاصل به این معنی است که در این مناطق با انحنای بالا، تراس های اتمی توسط یک ناهمسانگردی قوی در چگالی تشخیص رد می شوند. جایی که این بدلیل وجود چند اتم روی یک سطح رخ می دهد معمولاً به عنوان "قطب" نامیده می شود، زیرا این محورها با محورهای کریستالوگرافی نمونه (FCC، BCC، HCP) و غیره منطبق هستند. جایی که لبه های تراس اتمی باعث انحراف می شود، یک خط با چگالی کم تشکیل می شود و به آن "خط منطقه" می گویند.
این قطب‌ها و خطوط ناحیه، در حالی که نوساناتی را در چگالی داده‌ها در مجموعه‌های داده بازسازی‌شده ایجاد می‌کنند، که می‌تواند در طول پس از آنالیز مشکل‌ساز باشد، برای تعیین اطلاعاتی مانند بزرگ‌نمایی زاویه‌ای حیاتی هستند، زیرا روابط کریستالوگرافیک بین ویژگی‌ها معمولاً به خوبی شناخته شده است.
هنگام بازسازی داده ها، به دلیل تبخیر لایه های متوالی مواد از نمونه، مقادیر بازسازی جانبی و عمیق بسیار ناهمسانگرد هستند. تعیین وضوح دقیق ابزار کاربرد محدودی دارد، زیرا وضوح دستگاه توسط خواص فیزیکی مواد مورد تجزیه و تحلیل تنظیم می شود.

### سیستم‌های کاوشگر اتم
طرح های زیادی از زمان شروع این روش ساخته شده است. میکروسکوپ‌های یونی میدان اولیه، پیش‌سازهای کاوشگرهای اتمی مدرن، معمولاً دستگاه‌های شیشه‌ای بودند که توسط آزمایشگاه‌های تحقیقاتی منفرد ساخته می‌شدند.

#### ساختار سیستم
حداقل، یک کاوشگر اتم از چندین قطعه کلیدی تجهیزات تشکیل شده است.
- یک سیستم خلاء برای حفظ فشارهای پایین (~ 10-8 تا 10-10 Pa) مورد نیاز است، معمولاً یک طراحی کلاسیک UHV 3 محفظه ای.
- سیستمی برای دستکاری نمونه ها در داخل خلاء، از جمله سیستم های مشاهده نمونه.
- یک سیستم خنک کننده برای کاهش حرکت اتمی، مانند یک مدار تبرید هلیوم - ارائه دمای نمونه تا 15K.
- یک سیستم ولتاژ بالا برای افزایش ولتاژ ایستاده نمونه در نزدیکی آستانه برای تبخیر میدانی.
- یک سیستم پالسی ولتاژ بالا، برای ایجاد رویدادهای تبخیر میدانی زمان‌بندی شده استفاده می‌شود.
- یک الکترود شمارنده که می‌تواند یک دیسک ساده (مانند EIKOS™ یا پروب‌های اتمی نسل قبلی)، یا یک الکترود محلی مخروطی شکل، مانند یک سیستم LEAP® باشد. پالس ولتاژ (منفی) معمولاً به الکترود شمارنده اعمال می شود.
- یک سیستم تشخیص برای یون های تک انرژی که شامل موقعیت XY و اطلاعات TOF است.

در صورت استفاده از روش‌های تبخیر لیزری، به صورت اختیاری، یک کاوشگر اتمی ممکن است شامل سیستم‌های لیزری نوری برای هدف‌گیری و پالس پرتو لیزر باشد. سیستم‌های واکنش درجا، بخاری‌ها یا تصفیه پلاسما نیز ممکن است برای برخی از مطالعات و همچنین معرفی گاز نجیب خالص برای FIM استفاده شوند.

### کارایی
حجم یون های قابل جمع آوری قبلاً به چندین هزار یا ده ها هزار رویداد یونی محدود می شد. توسعه الکترونیک و ابزار دقیق بعدی، سرعت انباشت داده ها را با مجموعه داده های صدها میلیون اتم (حجم مجموعه داده7 10 نانومتر 3) افزایش داده است. زمان جمع آوری داده ها بسته به شرایط آزمایشی و تعداد یون های جمع آوری شده به طور قابل توجهی متفاوت است. تکمیل آزمایش‌ها از چند دقیقه تا چندین ساعت طول می‌کشد.

### برنامه های کاربردی

#### متالورژی
کاوشگر اتم معمولاً در آنالیز شیمیایی سیستم های آلیاژی در سطح اتمی استفاده می شود. این امر در نتیجه کاوشگرهای اتم پالسی ولتاژ ایجاد شده است که اطلاعات شیمیایی و مکانی کافی را در این مواد ارائه می دهد. نمونه های فلزی از آلیاژهای دانه درشت ممکن است به سادگی ساخته شوند، به ویژه از نمونه های سیم، با تکنیک های الکتروپولیش دستی نتایج خوبی را ارائه می دهند.
پس کاوشگر اتم در تجزیه و تحلیل ترکیب شیمیایی طیف وسیعی از آلیاژها استفاده شده است.
چنین داده‌هایی در تعیین اثر ترکیبات آلیاژی در مواد حجیم، شناسایی ویژگی‌های واکنش حالت جامد، مانند رسوبات فاز جامد، حیاتی هستند. به دلیل مشکل در تولید مجموعه داده سه بعدی با ترکیب، چنین اطلاعاتی ممکن است قابل تجزیه و تحلیل با ابزارهای دیگر (مانند TEM) نباشد.

#### نیمه هادی ها
مواد نیمه هادی اغلب در کاوشگر اتمی قابل تجزیه و تحلیل هستند، با این حال آماده سازی نمونه ممکن است دشوارتر باشد، و تفسیر نتایج ممکن است پیچیده تر، به ویژه اگر نیمه هادی دارای فازهایی باشد که در قدرت های میدان الکتریکی متفاوت تبخیر می شوند.
کاربردهایی مانند کاشت یون ممکن است برای شناسایی توزیع مواد ناخالص در داخل یک ماده نیمه رسانا مورد استفاده قرار گیرد، که به طور فزاینده ای در طراحی صحیح الکترونیک در مقیاس نانومتری حیاتی است.

### محدودیت ها
- مواد به طور ضمنی وضوح فضایی قابل دستیابی را کنترل می کنند.

- هندسه نمونه در طول تجزیه و تحلیل کنترل نشده است، اما رفتار نمایشی را کنترل می کند، از این رو کنترل کمی روی بزرگنمایی وجود دارد. این باعث ایجاد اعوجاج در مجموعه داده های سه بعدی کامپیوتری می شود. ویژگی‌های مدنظر ممکن است به شیوه‌ای متفاوت از نظر فیزیکی نسبت به نمونه انبوه تبخیر شوند، هندسه طرح ریزی و بزرگنمایی حجم بازسازی شده را تغییر دهند. این باعث ایجاد اعوجاج فضایی قوی در تصویر نهایی می شود.

- قابلیت انتخاب حجم را می تواند محدود باشد. روش های آماده سازی خاص سایت، به عنوان مثال. استفاده از آماده‌سازی باریکه یونی متمرکز، اگرچه زمانبرتر است، ممکن است برای دور زدن چنین محدودیت‌هایی استفاده شود.

- همپوشانی یون در برخی از نمونه ها (به عنوان مثال بین اکسیژن و گوگرد) منجر به گونه های مبهم مورد تجزیه و تحلیل شد. این ممکن است با انتخاب دمای آزمایش یا انرژی ورودی لیزر برای تأثیرگذاری بر تعداد یونیزاسیون (+، ++، 3+ و غیره) گروه‌های یونیزه شده کاهش یابد. تجزیه و تحلیل داده ها می تواند در برخی موارد برای بازیابی آماری همپوشانی ها استفاده شود.

- گازهای با وزن مولکولی پایین (هیدروژن و هلیوم) ممکن است به سختی از محفظه آنالیز خارج شوند و ممکن است جذب و از نمونه ساطع شوند، حتی اگر در نمونه اصلی وجود نداشته باشند. این همچنین ممکن است شناسایی هیدروژن را در برخی از نمونه ها محدود کند. به همین دلیل، از نمونه های نشان‌گذاری ایزوتوپی شده برای غلبه بر محدودیت ها استفاده شده است. [نیازمند منبع]

- نتایج ممکن است مشروط به پارامترهای مورد استفاده برای تبدیل داده های شناسایی شده دو بعدی به سه بعدی باشد. در مواد مشکل ساز تر، بازسازی صحیح ممکن است انجام نشود، به دلیل دانش محدود از بزرگنمایی واقعی. به خصوص اگر مناطق یا مناطق قطبی را نتوان مشاهده کرد.‌

### بیشتر خواندن
- Michael K. Miller, George DW Smith, Alfred Cerezo, Mark G. Hetherington (1996) مونوگرافی های میکروسکوپی یون میدانی کاوشگر اتم در مورد فیزیک و شیمی مواد، آکسفورد: انتشارات دانشگاه آکسفورد.شابک ‎۹۷۸۰۱۹۸۵۱۳۸۷۲شابک 9780198513872 .
- مایکل کی میلر (2000) توموگرافی کاوشگر اتمی: تجزیه و تحلیل در سطح اتمی. نیویورک: کلوور آکادمیک.شابک ‎۰۳۰۶۴۶۴۱۵۲شابک 0306464152
- Baptiste Gault، Michael P. Moody، Julie M. Cairney، SImon P. Ringer (2012) Microscopy Probe Atom, Springer Series in Materials Science, Vol. 160، نیویورک: اسپرینگر.شابک ‎۹۷۸−۱−۴۶۱۴−۳۴۳۶−۸شابک 978-1-4614-3436-8
- دیوید جی. لارسون، تای جی. پروسا، رابرت ام. اولفیگ، برایان پی. گیزر، توماس اف. کلی (2013) توموگرافی کاوشگر اتم الکترود محلی - راهنمای کاربر ، خصوصیات و ارزیابی مواد اسپرینگر، نیویورک: اسپرینگر.شابک ‎۹۷۸−۱−۴۶۱۴−۸۷۲۱−۰شابک 978-1-4614-8721-0